# Музичка кутија (филм)
Музичка кутија (енгл. Music Box) је амерички филм из 1989. који приказује причу о мађарско-америчком имигранту који је оптужен да је ратни злочинац. Сценарио се врти око његове кћерке, њене борбе да открије истину и адвоката који га брани.
Слабо је базиран на истинитом случају Ивана Демјањука као и на сопственом животу Џоа Естерхаза. Естерхаз је сазнао у 45 години да му је отац, Гроф Иштван Естерхаз, сакрио своје ратно учешће у мађарским фашистима и милитантно расистичкој Партији стреластог крста. Према Естерхазу, његов отац је, "организовао спаљивање књига и стварао најгору замисливу антисемитску пропаганду."p.201 Након овог открића, Естерхаз је прекинуо све односе са оцем, никада се не помиривши са њим.

## Глумачка постава
- Џесика Ланг — Ен Талбот
- Армин Милер-Штал — Мајк Ласло
- Фредерик Форест — Џек Берк
- Доналд Мофат — Гари Талбот
- Лукас Хас — Мајки Талбот
- Елизабета Чижевскаја — Мелинда Золдан
- Џејмс Загел — судија Ирвин Силвер
- Мајкл Рукер — Карчи Ласло

## Награде и номинације
- Освојио је Златног медведа на 40-ом Берлинском филмском фестивалу[2]
- Оскар за најбољу главну глумицу- Џесика Ланг (номинована)
- Златни глобус за најбољу глумицу – драма- Џесика Ланг (номинована)